# Шварцбард Самуїл Ісаакович
Самуї́л-Шльо́ма Шва́рцбард  (або Шварцбу́рд; 16 [28] червня 1886, Смоленськ або Балта — 3 березня 1938, Кейптаун) — єврейський поет, публіцист, анархо-комуніст, убивця Симона Петлюри, ймовірний агент репресивних органів СРСР.

## Біографія
Народився в повітовому містечку Балта Подільської губернії, де рано захопився анархістськими ідеями, кілька разів піддавався арештам і брав участь у першій російській революції. У 1905 році нелегально емігрував до Румунського королівства. У 1908 році заарештований у Відні за спробу пограбувати банк. Здійснив втечу після 4-місячного ув'язнення і переїхав до Будапешта, де був заарештований за спробу пограбувати ресторан. Після цього був висланий із Австро-Угорської імперії. Свої злочини виправдовував анархістськими переконаннями. У 1910—1914 роках жив у Парижі. На початку Першої світової війни 1914—1918 років вступив у французький Іноземний легіон. Був нагороджений Воєнним хрестом 1914-1918 років — французькою військовою нагородою. 1917 року після тяжкого поранення в ході битви на Соммі і лікування був демобілізований. У серпні 1917 року, після Лютневої революції, разом із дружиною прибув до Російської республіки. Спочатку працював годинникарем у Балті. Є версія, начебто в січні 1919 року в Одесі Шварцбард вступив до Червоної армії і до середини 1920 року в лавах бригади Котовського брав участь у бойових діях Громадянської війни в Україні — був інтендантом при обозі, організатором єврейського загону та його каральних акцій супроти повстань українських селян. Такого не підтверджують окремі дослідники. Після придушення політичної опозиції розчарувався в Радянській владі й знову поїхав до Парижа, де відкрив годинникову майстерню. Існує думка, що всі члени його сім'ї (всього 15 осіб) були вбиті в результаті хвилі єврейських погромів, що відбулися в Україні в 1918—1920 роках. 
На процесі в Парижі 1927 року адвокат стверджував, що вони загинули в погромах, які проводили «регулярні українські частини». Проте єврейські погроми 1919 року в Балті відбулися в той час, коли там перебувала Червона Армія, а війська Директорії УНР Симона Петлюри перебували за 200 км від міста.

## Вбивство Петлюри та паризький процес

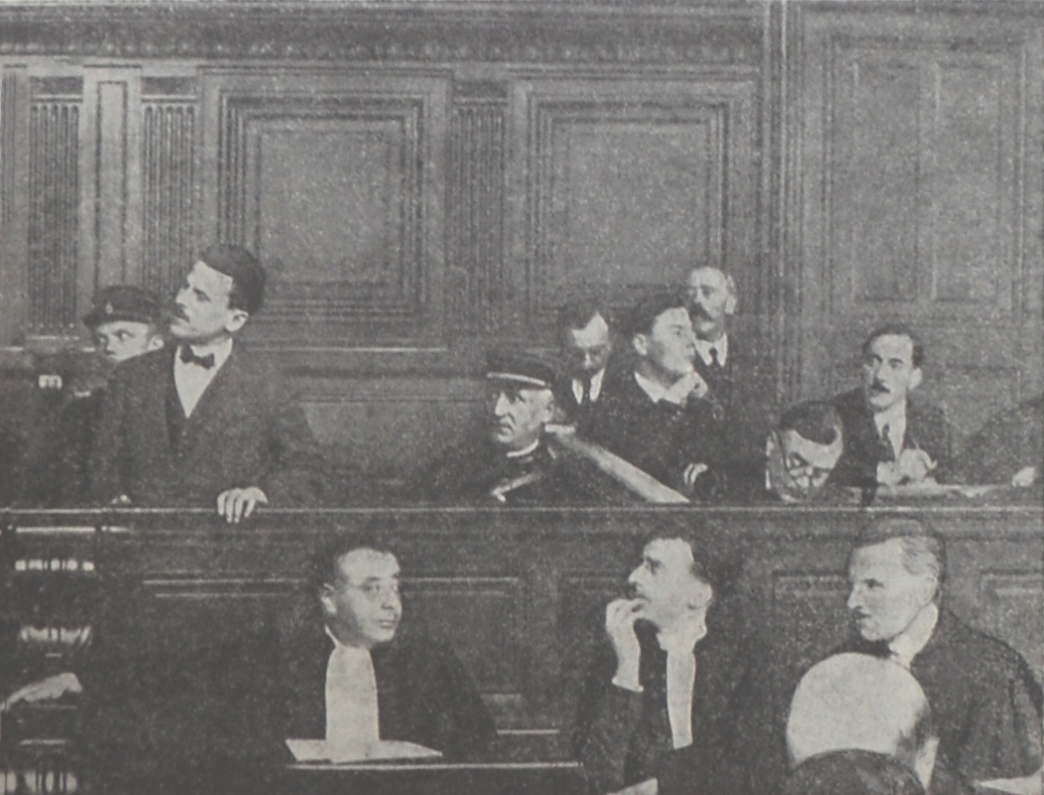
Самуїл Шварцбард, виступає в суді, під ним на світлині Анрі Торрес, його захисник. Жов 1927

У 1920 році Шварцбард повернувся в Париж, де відкрив магазин для продажу годинників і ювелірних виробів. І далі брав участь в анархо-комуністичній організації, приятелював із Нестором Махном, Петром Аршиновим та ін. 25 травня 1926 застрелив у Парижі Симона Петлюру, і був заарештований на місці злочину.
Українська діаспора звинуватила Шварцбарда, що той радянський агент. Згідно з даними українського історика Михайла Палія, до Парижа прибув агент ДПУ Михаїл Володін, і після зустрічі з ним Шварцбард почав стежити за Петлюрою.
Суд над Шварцбардом почався через півтора року, 18 жовтня 1927 року й отримав широкий розголос. За підсудного, крім комуністичної та єврейської преси, заступилися відомі люди різних переконань, у тому числі філософ Анрі Бергсон, письменники Ромен Роллан, Анрі Барбюс, Максим Горький, фізики Альберт Ейнштейн і Поль Ланжевен, політик Олександр Керенський та інші; підготовкою експертних матеріалів для захисту займався колишній прем'єр-міністр і перший президент Угорщини Міхай Карої. Вів захист відомий французький адвокат Анрі Торрес (фр. Henri Torres). Через 8 днів, 26 жовтня Шварцбард був виправданий більшістю присяжних і негайно звільнений з в'язниці La Santé, у стінах якої провів півтора року попереднього слідства. Вже в тому ж 1927 році на батьківщині Шварцбарда — у Бессарабії — їдишем двома виданнями вийшла в світ книга репортажів про хід процесу (Розенталь З. Дер Шварцбард-Процес — Процес Шварцбарда. — Кишинів: Ундзер Цайт, 1927) — перша в серії книг на цю тему, які будуть опубліковані в різних країнах і різними мовами.

## Літературна діяльність
Після звільнення Шварцбард залишився в Парижі, де працював у страхових компаніях і продовжив літературну діяльність. У ці роки була написана збірка розповідей про французький фронт часів Першої світової війни — «Мілхоме Білдер» (Образи війни), про перебування автора в Україні у 1917—1919 роках — «Фун Тіфн Опґрунт» (З глибокої прірви), вірші, п'єса, мемуари — «Ін Лойф Фун Йорн» (У бігу днів). Шварцбард на регулярній основі співробітничав з американськими і британськими періодичними виданнями на їдиші, включаючи серію спогадів «Фун Майне Мілхоме Тогбух» (З мого військового щоденника) в газеті «Арбетер Фрайнд» (Робочий товариш), статті в «Дер Момент» (Момент), «Фрайе Арбетер Штіме» (Вільний робочий голос) і «Ідіше Цайтунг» (Єврейська газета).
У 1937 році, за життя протагоніста на їдиші вийшла триактна п'єса «Шварцбард» відомого письменника і фотографа Алтера Кацизне, яка аж до початку Другої світової війни з успіхом йшла на єврейських театральних підмостках Європи. У тому ж році Шварцбард поїхав спочатку в США, а звідти у вересні до Південно-Африканського Союзу на збір матеріалів для планованого нового видання Encyclopedia Judaica. Публікувався в «Афріканер Ідіше Цайтунг» (Африканській єврейській газеті). 3 березня 1938 року в Кейптауні він раптово помер від серцевого нападу. Похований там само.

## Після смерті
Через 30 років, у 1967 році, прах Шварцбарда перезаховали в Ізраїлі, у мошаві Кфар Авіхайіль північніше Нетанії — поселення колишніх легіонерів; декілька вулиць у Ізраїлі носять ім'я месник (הנוקם) — на честь Шварцбарда. Архів письменника зберігається в ІВО (Єврейському Науковому Інституті) в Нью-Йорку, у бібліотеці Кейптаунського університету.

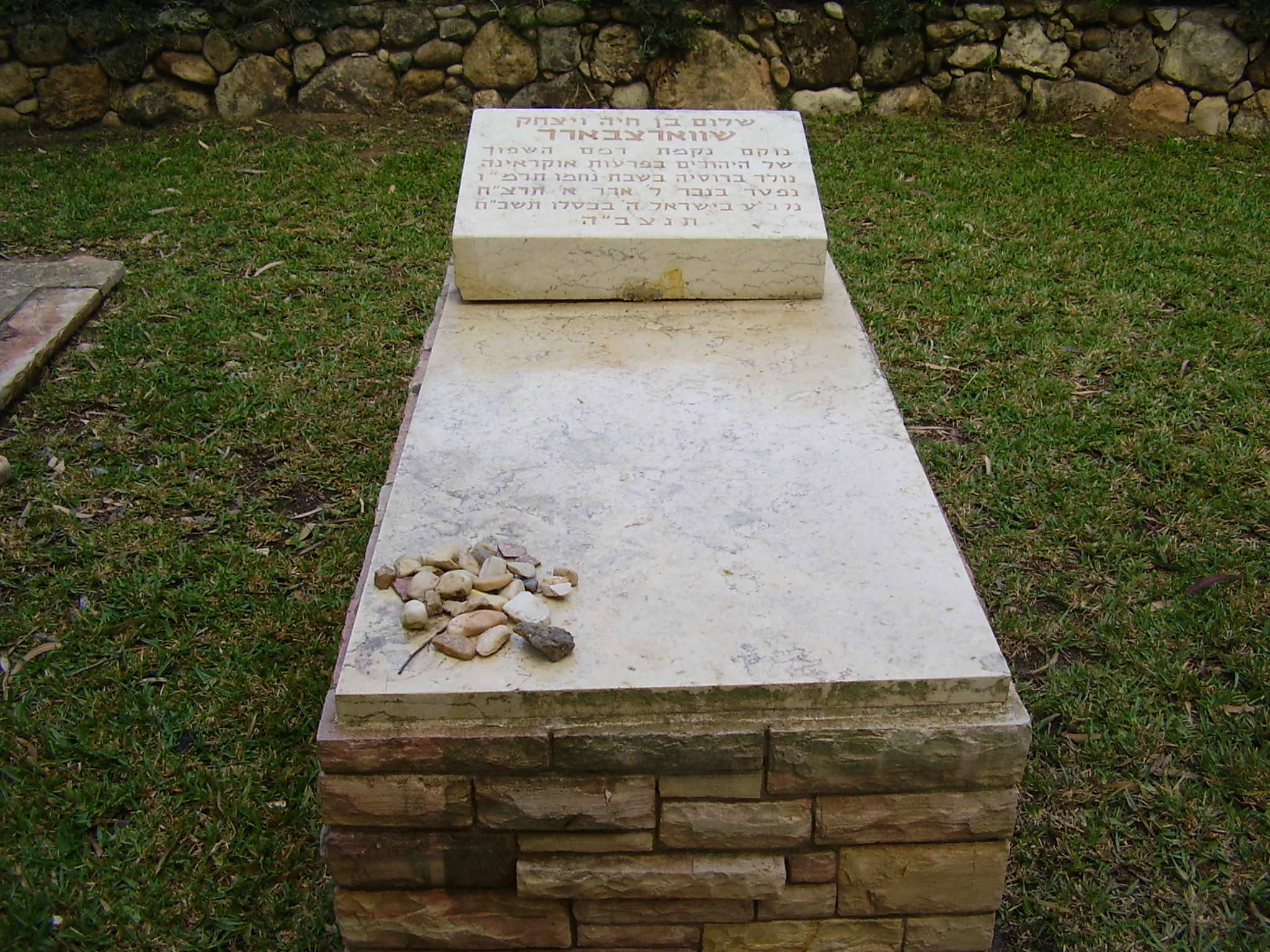
Могила Самуїла Шварцбарда в мошаві Авіхаїл
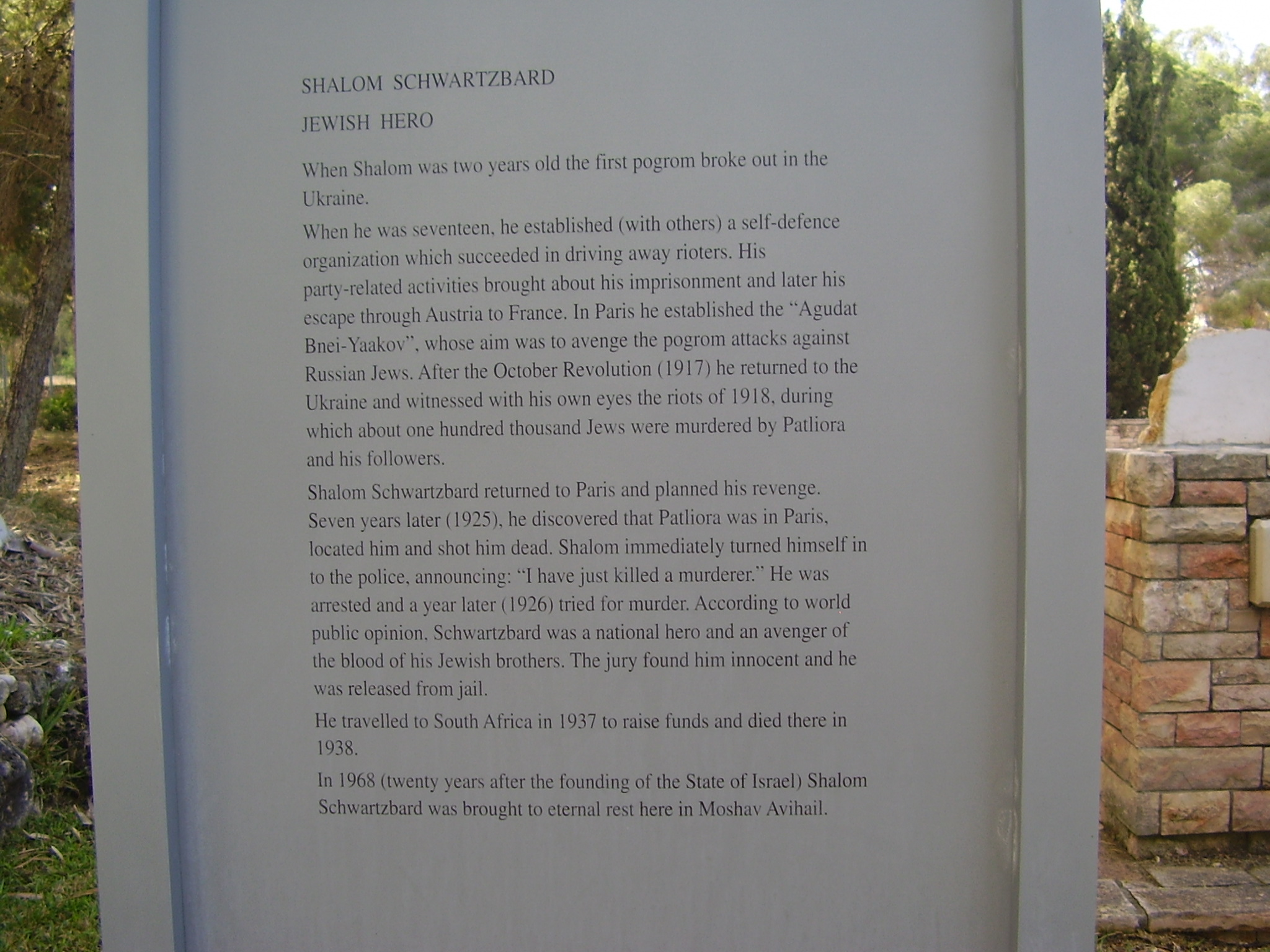
Пам'ятна дошка біля могили Шварцбарда в мошаві Авіхаїл
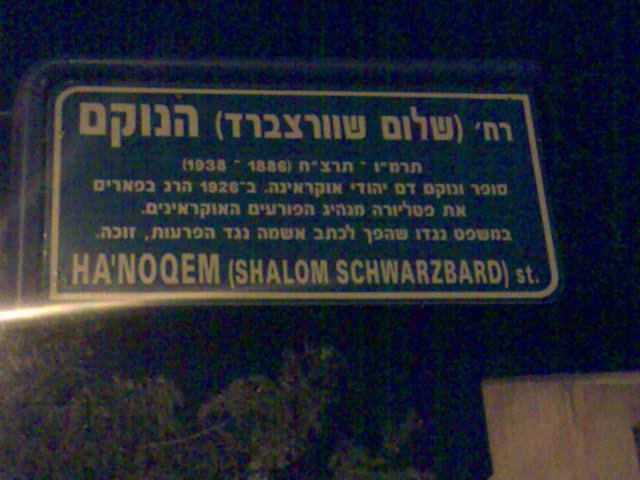
Покажчик на вулиці «Ханокем (Шалом Шварцбард)» («Месник») у Беер-Шеві, де записано івритом: «Єврейський письменник і месник, який у 1926 р. у Парижі, покарав Петлюру, ватажка українських погромників. Процес над Шварцбардом перетворився на обвинувальний висновок проти погромів. Виправданий французьким судом».